# ثورة تشيلمبوي
كانت ثورة تشيلمبوي (يناير 1915) تمردًا ضد الحكم الاستعماري البريطاني في نياسلاند (مالاوي حاليًا). كانت بقيادة جون تشيلمبوي، قس معمداني تلقى تعليمه في أمريكا. كان قادة الثورة من الطبقة الوسطى السوداء الناشئة، وبدأوها حول كنيسته في قرية مبومبوي في الجنوب الشرقي من المحمية. كان الدافع وراء تحركهم ضيمَ النظام الاستعماري بما في ذلك العمل القسري والتمييز العنصري والمطالب الجديدة المفروضة على السكان الأصليين بعد اندلاع الحرب العالمية الأولى.
اندلعت الثورة مساء يوم 23 يناير 1915 عندما هاجم المتمردون، بتحريض من تشيلمبوي، مقر مزرعة إيه. إل. بروس في ماغوميرو وقتلوا ثلاثة مستوطنين بيض. تبع ذلك هجوم باء بالفشل على مخزن أسلحة في بلانتير أثناء الليل. بحلول صباح 24 يناير، حشدت السلطات الاستعمارية ميليشيا المستوطنين البيض وأعادت نشر الوحدات العسكرية النظامية من مشاة سلاح بنادق الملك الأفريقية. بعد فشل هجوم القوات الحكومية على مومبوي في 25 يناير، هاجم المتمردون مقر بعثة مسيحية في نغولودي وأحرقوها. استولى مشاة سلاح البنادق والميليشيا على مبومبوي دون مقاومة في 26 يناير. فر العديد من المتمردين، بمن فيهم تشيلمبوي نفسه، نحو شرق أفريقيا البرتغالية (موزمبيق الحالية)، على أمل الوصول إلى بر الأمان هناك، لكن، قُبض على العديد منهم. أُعدم نحو 40 متمرد في أعقاب الثورة، وسُجن 300 آخرين؛ قُتل تشيلمبوي برصاص دورية للشرطة بالقرب من الحدود في 3 فبراير.
على الرغم من أن التمرد لم يحقق النجاح بحد ذاته، لكنه يُعتبر عمومًا لحظة فاصلة في تاريخ ملاوي. كان للتمرد آثار دائمة على نظام الإدارة البريطاني في نياسالاند، وأُجريت بعض الإصلاحات في أعقابه. بعد الحرب العالمية الثانية، أعادت حركة مالاوي القومية المتنامية إشعال الاهتمام بتمرد تشيلمبوي، وبعد استقلال ملاوي في عام 1964 مُجدت بكونها لحظة مهمة في تاريخ الأمة. تُعتبر ذكرى تشيلمبوي، التي لا تزال بارزةً في الوعي الوطني الجماعي، حاضرةً دومًا في خطب سياسيي مالاوي ومضربًا لأمثالهم. يُحتفل بالثورة سنويًا ويُعتبر تشيلمبوي بذاته بطلًا قوميًا.

## خلفية تاريخية
بدأ الحكم الاستعماري البريطاني بين عامي 1899 و1900 في ما يُعرف اليوم بمنطقة مالاوي، حيث اندلعت الثورة، عندما سعى البريطانيون إلى زيادة سيطرتهم الرسمية على الإقليم لمنع زحف الإمبراطوريتين الاستعماريتين الألمانية أو البرتغالية. أصبحت المنطقة محمية بريطانية في عام 1891 (باسم «أفريقيا الوسطى البريطانية») وفي عام 1907 سُميت نياسالاند. على عكس العديد من الأجزاء الأخرى في أفريقيا، حيث كان الحكم البريطاني يرتكز على دعم الفصائل المحلية، اعتمدت السيطرة البريطانية في نياسالاند على التفوق العسكري. خلال تسعينيات القرن التاسع عشر، أخمدت السلطات الاستعمارية العديد من التمردات التي قامت بها شعوب ياو ونغوني وتشيوا الأصلية.
أدى الحكم البريطاني في نياسالاند إلى تغيير جذري في هياكل سلطة السكان الأصليين المحلية. شهدت بدايات الفترة الاستعمارية بعض الهجرة والاستيطان من قِبل المستعمرين البيض، الذين اشتروا مساحات شاسعة من الأراضي من الزعماء المحليين، غالبًا مقابل مدفوعات رمزية على شكل خرز أو بنادق. حُولت معظم الأراضي المكتسبة، لا سيما في مرتفعات شاير، إلى مزارع مملوكة للبيض حيث زُرعت الشاي والقهوة والقطن والتبغ. أدى فرض الأعراف الاستعمارية، مثل ضريبة الكوخ، إلى إجبار العديد من السكان الأصليين على العثور على عمل مدفوع الأجر، وأصبحت المزارع المشغل الرئيسي لهم لتزايد الطلب على العمالة التي وفرتها. لاقى العمال السود بمجرد توظيفهم في المزارع، التمييز العنصري والتعرض المتكرر للضرب. تدريجيًا، أُجبرت المزارع أيضًا على اعتماد نظامٍ، يُعرف محليًا باسم ثانغاتا، تضمن في أحسن الأحوال فرض جهد كبير بأجرٍ عيني وتحول في بعض الأحيان إلى عمل قسري أو سخرة.

### تشيلمبوي وكنيسته
ولد تشيلمبوي في نياسالاند نحو عام 1871، وتلقى تعليمه المبكر في إحدى بعثات كنيسة اسكتلندا، والتقى لاحقًا بجوزيف بوث، مبشر معمداني راديكالي أدار بعثة زامبيزي الصناعية. دعا بوث إلى المساواة بأحد أشكالها وجذب موقفه التقدمي تجاه العرق اهتمام تشيلمبوي. تحت رعاية بوث، سافر تشيلمبوي إلى الولايات المتحدة للدراسة في كلية لاهوتية في فيرجينيا. تخالط هناك مع الأوساط الأمريكية الأفريقية وتأثر بقصص جون براون الداعي إلى إلغاء العبودية وبوكر تي. واشنطن الداعي إلى المساواة.
عاد تشيلمبوي إلى نياسالاند في عام 1900، وبمساعدة من الجمعية المعمدانية القومية الأمريكية الأفريقية، أسس كنيسته المستقلة، بعثة بروفيدنس الصناعية، في قرية مومبوي. وخلال السنوات الأولى للبعثة، اعتبرته السلطات الاستعمارية «نموذجًا للتقدم الأفريقي غير العنيف». أنشأ سلسلة من المدارس الأفريقية المستقلة للسود، ضمت أكثر من 900 تلميذ بالمجمل، وأسس الاتحاد الصناعي للسكان الأصليين، نموذج للاتحاد التعاوني وُصف بأنه «غرفة تجارة ناشئة». ومع ذلك، أدت أنشطة تشيلمبوي إلى احتكاك مع مشرفي مزرعة ألكسندر ليفنغستون بروس المحلية، الذين كانوا يخشون تأثير تشيلمبوي على عمالهم. في نوفمبر 1913، أحرق موظفو إيه. إل. بروس المحليون الكنائس التي بناها تشيلمبوي أو أتباعه على أراض العقار.
لا يوجد الكثير من المعلومات حول كنيسة تشيلمبوي قبل التمرد، لكن أيديولوجيته أثبتت شعبيتها وتوسعت قاعدة أتباعه المحليين. لمدة 12 عامًا على الأقل من عمله كقس، كان يبشر بأفكار احترام الذات الأفريقية والتقدم من خلال التعليم والعمل الجاد والمسؤولية الشخصية، على النحو الذي دعا إليه بوكر تي. واشنطن، وشجع أتباعه على تبني العادات واللباس على النمط الأوروبي. دُعمت أنشطته في البداية من قِبل المبشرين البروتستانت البيض، لكن علاقاته مع البعثات الكاثوليكية كانت أقل ودية. في غضون ذلك، بدأت مدارس البعثة التبشيرية تدرّس المساواة العرقية، بناءً على التعاليم المسيحية ومناهضة الاستعمار. جاء العديد من أتباعه البارزين، الذين شاركوا في الانتفاضة بمعظمهم، من الطبقة الوسطى المحلية، التي تبنت بالمثل العادات الأوروبية. أدى تقبل تشيلمبوي للثقافة الأوروبية إلى خلق أيديولوجية غير تقليدية مناهضة للاستعمار تستند إلى أحد نماذج القومية، وليس إلى الرغبة في استعادة النظام الاجتماعي ما قبل الاستعمار.
ومع ذلك، بعد عام 1912 أصبح أكثر راديكالية وبدأ في التنبؤ بتحرير الأفارقة وإنهاء الحكم الاستعماري، وبدأ في تعزيز روابط أوثق مع عدد من الكنائس الأفريقية المستقلة الأخرى. من عام 1914، كان يلقي بمزيد من الخطب النضالية، وغالبًا ما يشير إلى موضوعات العهد القديم، التي تركز على جوانب مثل هروب الإسرائيليين من العبودية في مصر، ولم يكن تشيلمبوي بذاته جزءًا من حركة برج المراقبة النبوئية، التي كانت مشهورة في وسط أفريقيا في ذلك الوقت وأصبحت فيما بعد تُعرف باسم كيتاوالا في جمهورية الكونغو الديمقراطية، لكن من المحتمل أن بعض أتباعه تأثروا بها. تنبأ زعيم حركة برج المراقبة، تشارلز تاز راسل، أن حرب هرمجدون ستبدأ في أكتوبر 1914، وهو ما شبهه بعض أتباع تشيلمبوي بإنهاء الحكم الاستعماري.